# Teddy Tamgho
Teddy Tamgho (* 15. června 1989, Paříž) je francouzský atlet, který získal na halovém MS v katarském Dauhá zlatou medaili v trojskoku v novém halovém světovém rekordu 17,90 metru. 20. února 2011 na domácím šampionátu v Aubière posunul hodnotu vlastního rekordu na 17,91 m.
V roce 2007 na mistrovství Evropy juniorů v nizozemském Hengelu obsadil čtvrté místo. O rok později se stal v Bydhošti juniorským mistrem světa. Na světovém šampionátu 2009 v Berlíně skončil ve finále na jedenáctém místě. Na halovém ME 2011 v Paříži vybojoval zlatou medaili ve vylepšeném světovém rekordu 17,92 m.

## Osobní rekordy
Hala
- Trojskok – 17,92 m, Doněck, 6.3. 2011 -  Současný světový rekord a Současný evropský rekord